# Tuchenbach
Tuchenbach (fränkisch: „Dumba“) ist eine Gemeinde im Landkreis Fürth (Mittelfranken, Bayern) und ein Mitglied der Verwaltungsgemeinschaft Obermichelbach-Tuchenbach. Sie ist die kleinste Gemeinde im Landkreis Fürth. Im Ort befinden sich ein Kindergarten, eine Kinderkrippe und ein „Hort Wirbelwind“. Im Hauptort befindet sich eine Verwaltungsstelle der Verwaltungsgemeinschaft Obermichelbach-Tuchenbach.

## Geografie

### Lage
Tuchenbach liegt etwa 15 km westlich der Stadt Fürth. Der Ort liegt am Tuchenbach, einem linken Zufluss der Zenn.
Nachbargemeinden sind Obermichelbach, Veitsbronn, Puschendorf sowie die Stadt Herzogenaurach.

### Gemeindegliederung
Die politische Gemeinde Tuchenbach besteht nur aus dem Hauptort.
Die Gemarkung Tuchenbach liegt teils auf dem Gemeindegebiet von Tuchenbach (Gemarkungsteil 0), teils auf dem Gemeindegebiet von Veitsbronn (Gemarkungsteil 0).  Sie hat eine Fläche von 10,219 km² und ist in 2259 Flurstücke aufgeteilt, die eine durchschnittliche Fläche von 4523,82 m² haben. In ihr liegen neben dem namensgebenden Ort die Gemeindeteil Retzelfembach und Veitsbronn (zum Teil).

## Geschichte

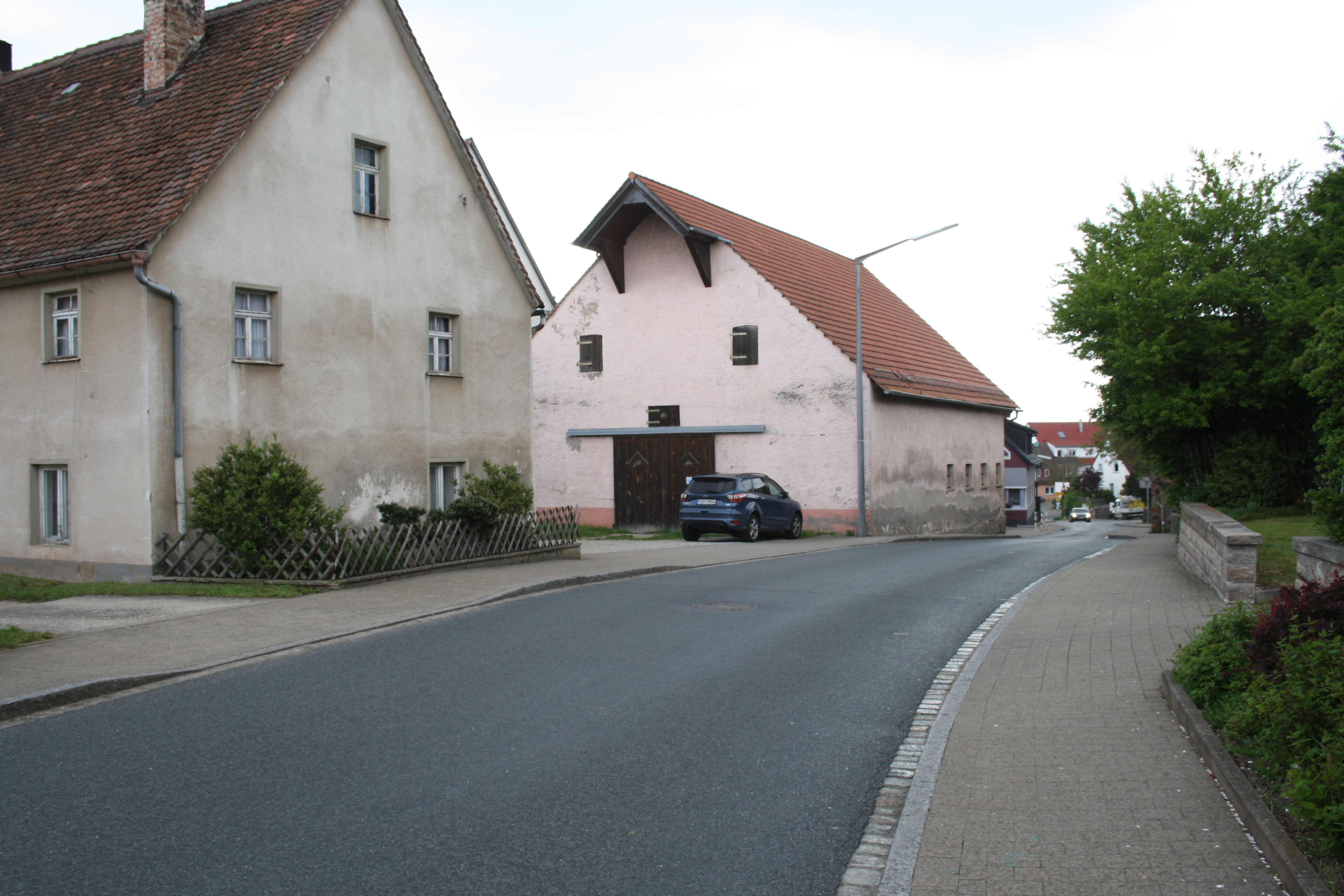
Hauptstraße

Der Ort wurde 1284 als „Tuchenbach“ erstmals urkundlich erwähnt. Der Ortsname leitet sich von einem gleichlautenden Gewässernamen ab, dessen Bestimmungswort wahrscheinlich der Personenname Tucho ist.
Gegen Ende des 18. Jahrhunderts bestand Tuchenbach aus 31 Anwesen. Das Hochgericht und die Dorf- und Gemeindeherrschaft übte das brandenburg-ansbachische Stadtvogteiamt Langenzenn aus. Grundherren waren das brandenburg-ansbachische Kastenamt Cadolzburg (10 Höfe, 6 Güter, 1 Haus, 1 Hirtenhaus, 1 Schmiede, 1 Feuerhäuslein), das bambergische Amt Herzogenaurach (4 Güter, 2 Häuser), das Spital Langenzenn (1 Wirtshaus), die Reichsstadt Nürnberg: Landesalmosenamt (1 Gut), St.-Klara-Klosteramt (1 Gut), Spitalamt (1 Gut) und der Nürnberger Eigenherr von Scheurl (1 Halbhof).
Im Jahre 1792 fiel die Markgrafschaft Ansbach – und damit auch Tuchenbach – an Preußen und dann 1806 an das Königreich Bayern.
Von 1797 bis 1808 unterstand der Ort dem Justiz- und Kammeramt Cadolzburg. Im Rahmen des Gemeindeedikts wurde 1808 Tuchenbach dem Steuerdistrikt Veitsbronn zugeordnet. Im selben Jahr entstand die Ruralgemeinde Tuchenbach, zu der Retzelfembach gehörte. Sie war in Verwaltung und Gerichtsbarkeit dem Landgericht Cadolzburg zugeordnet und in der Finanzverwaltung dem Rentamt Cadolzburg. Ab 1862 gehörte Tuchenbach zum Bezirksamt Fürth (1939 in Landkreis Fürth umbenannt) und zum Landgericht Fürth (ab 1876 Stadt- und Landgericht Fürth, 1879 in das Amtsgericht Fürth umgewandelt). Die Finanzverwaltung wurde 1870 vom Rentamt Fürth übernommen (1919 in Finanzamt Fürth umbenannt). Die Gemeinde hatte 1964 eine Gebietsfläche von 10,259 km².
Am 1. Januar 1980 wurde nach einer Bürgerbefragung der Gemeindeteil Retzelfembach mit damals etwa 350 Einwohnern nach Veitsbronn umgegliedert.

## Einwohnerentwicklung
Gemeinde Tuchenbach (= ab 1987 Ort Tuchenbach)
| Jahr      | 1818   | 1840   | 1852   | 1861   | 1867   | 1871   | 1875   | 1880   | 1885   | 1890   | 1895   | 1900   | 1905   | 1910   | 1919   | 1925   | 1933   | 1939   | 1946   | 1950   | 1961   | 1970   | 1987   | 2007   | 2011   | 2016   |
| Einwohner | 388    | 447    | 483    | 482    | 454    | 468    | 451    | 466    | 494    | 465    | 495    | 508    | 478    | 494    | 465    | 474    | 460    | 462    | 698    | 641    | 568    | 732    | 944    | 1249   | 1343   | 1332   |
| Häuser    | 62     | 67     |        |        |        | 75     |        |        | 78     | 81     |        | 75     |        |        |        | 80     |        |        |        | 83     | 98     |        | 259    |        |        | 446    |
| Quelle    | [ 16 ] | [ 17 ] | [ 18 ] | [ 19 ] | [ 20 ] | [ 21 ] | [ 22 ] | [ 23 ] | [ 24 ] | [ 25 ] | [ 18 ] | [ 26 ] | [ 18 ] | [ 27 ] | [ 18 ] | [ 28 ] | [ 18 ] | [ 18 ] | [ 18 ] | [ 29 ] | [ 13 ] | [ 30 ] | [ 31 ] | [ 32 ] | [ 32 ] | [ 32 ] |

Ort Tuchenbach
| Jahr      | 001818 | 001840 | 001861 | 001871 | 001885 | 001900 | 001925 | 001950 | 001961 | 001970 |
| Einwohner | 234    | 256    | 281    | 271    | 286    | 287    | 268    | 338    | 285    | 385    |
| Häuser    | 36     | 38     |        |        | 45     | 43     | 42     | 45     | 47     |        |
| Quelle    | [ 16 ] | [ 17 ] | [ 19 ] | [ 21 ] | [ 24 ] | [ 26 ] | [ 28 ] | [ 29 ] | [ 13 ] | [ 30 ] |

## Politik

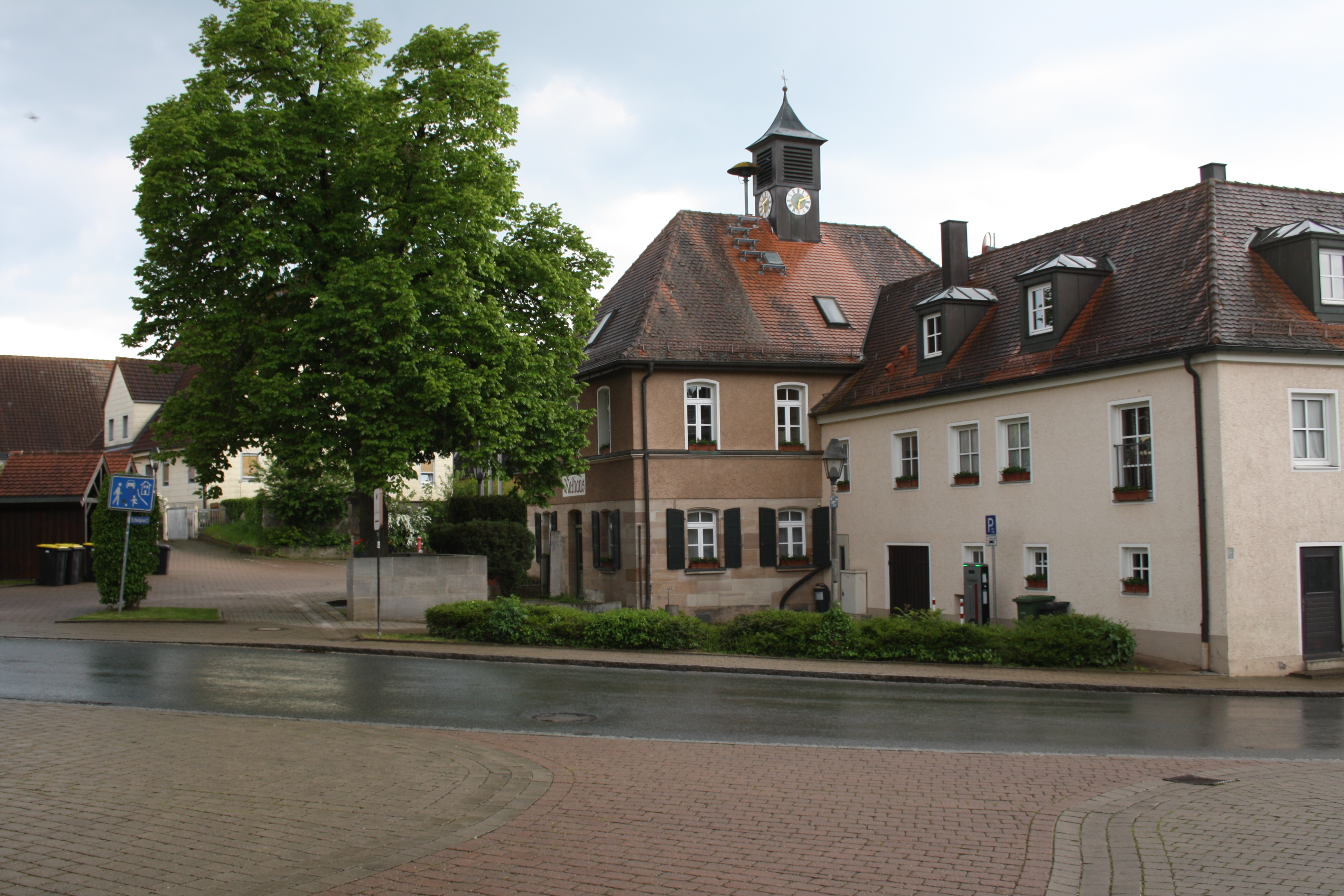
Rathaus

### Gemeinderat
Der Gemeinderat von Tuchenbach hat zwölf Mitglieder.
|      | IGT 1 | SPD | WGT 2 | AfT 3 | Gesamt   |
| 2002 | 5     | 3   | 4     | –     | 12 Sitze |
| 2008 | 8     | 1   | 3     | –     | 12 Sitze |
| 2014 | 6     | –   | 3     | 3     | 12 Sitze |
| 2020 | 7     | –   | 2     | 3     | 12 Sitze |

### Bürgermeister
Am 3. März 2002 wurde Leonhard Eder (IGT) mit 61,8 % der Stimmen zum nebenamtlichen Bürgermeister gewählt und am 2. März 2008 (73,8 % der Stimmen), am 16. März 2014 (76,53 % der Stimmen), sowie am 15. März 2020 (68,79 % der Stimmen) jeweils für eine weitere Amtszeit im Amt bestätigt.

### Wappen und Flagge
Wappen
| Wappen von Tuchenbach | Blasonierung: „Unter von Silber und Schwarz geviertem Schildhaupt in Blau ein silberner Wellenschrägbalken, überdeckt von einem schräg links gestellten goldenen Weberschiffchen.“ |
| Wappen von Tuchenbach | Wappenbegründung: Das von Silber und Schwarz gevierte Schildhaupt weist auf die Burggrafen von Nürnberg und späteren Markgrafen, die seit 1248 im Gemeindegebiet Gerichts- und Grundherrschaftsrechte innehatten. Das Weberschiffchen erinnert an die ehemaligen Webereien, die lange einen wichtigen Erwerbszweig für die Bevölkerung darstellten. Der Wellenbalken steht „redend“ für den Ortsnamenbestandteil -bach. Die Gemeinde führt das Wappen seit 1978. |

Flagge
Die Gemeindeflagge ist gelb-schwarz-weiß.

## Kultur und Sehenswürdigkeiten

### Regelmäßige Veranstaltungen
Kirchweih ist jedes Jahr von Christi Himmelfahrt bis zum darauffolgenden Montag.

## Verkehr
Die Autobahn A 3 mit der Anschlussstelle Erlangen-Frauenaurach (82) liegt etwa 7 km nordöstlich.
Die Kreisstraße FÜ 8/ERH 13 verläuft nach Höfen (2,6 km nordwestlich) bzw. nach Veitsbronn (2,5 km südöstlich). Gemeindeverbindungsstraßen führen nach Burgstall (2,5 km nordöstlich), nach Puschendorf (2,2 km westlich), nach Obermichelbach zur Kreisstraße FÜ 21 (3,3 km östlich) und die Kreisstraße FÜ 7 kreuzend nach Retzelfembach (2,5 km südlich).